# Challia
Challia (лат.) — род кожистокрылых насекомых из семейства Pygidicranidae.
Взрослые насекомые средних размеров. Характеризуются следующими признаками:
- усики по меньшей мере 16-члениковые, в коротких волосках;
- первый членик длинный, второй короткий, третий длинный, немного длиннее четвёртого и пятого, остальные удлинённые;
- переднеспинка почти квадратной формы;
- среднеспинка почти квадратная, по бокам с ясным продольным килем, задний край её слегка дуговидно вырезан;
- заднеспинка широкая, с сильно дуговидной вырезкой по заднему краю;
- переднегрудная пластинка удлинённая, слегка суживается перед задним краем;
- среднегрудь и заднегрудь широкие, заднегрудь с прямым задним углом;
- ноги стройные, довольно длинные.